# Patricia Maria Țig
Patricia Maria Țig (Caransebeș, 27 de julho de 1994) é uma tenista profissional romena, que atingiu o top 100 em 2017 e possui 12 títulos ITF, ambos em simples.
Depois de abandonar seu jogo de primeira fase no WTA de Cantão de 2017, ficou mais de um ano sem jogar. Sua ausência seu deu por ter ficado grávida.

## WTA Tour finais

### Simples: 1 (1 vice)
| Legenda                                      |
| -------------------------------------------- |
| Grand Slam (0–0)                             |
| WTA Tour (0–0)                               |
| Tier I / Premier Mandatory & Premier 5 (0–0) |
| Tier II / Premier (0–0)                      |
| Tier III, IV & V / International (0–1)       |

| Resultado | N. | Data          | Torneio                    | Piso | Oponente            | Placar        |
| --------- | -- | ------------- | -------------------------- | ---- | ------------------- | ------------- |
| Vice      | 1. | 2 Agosto 2015 | Baku Cup, Baku, Azerbaijão | Duro | Margarita Gasparyan | 3–6, 7–5, 0–6 |

### Duplas: 1 (1 vice)
| Legenda                                      |
| -------------------------------------------- |
| Grand Slam (0–0)                             |
| WTA Tour Championships (0–0)                 |
| Tier I / Premier Mandatory & Premier 5 (0–0) |
| Tier II / Premier (0–0)                      |
| Tier III, IV & V / International (0–1)       |

| Títulos por Piso |
| ---------------- |
| Duro (0–0)       |
| Grama (0–0)      |
| Saibro (0–1)     |
| Carpete (0–0)    |

| Resultado | N. | Data          | Campeonato                             | Piso   | Parceira     | Oponentes                        | Placar   |
| --------- | -- | ------------- | -------------------------------------- | ------ | ------------ | -------------------------------- | -------- |
| Vice      | 1. | 19 Julho 2015 | BRD Bucharest Open, Bucareste, Romênia | Saibro | Andreea Mitu | Oksana Kalashnikova Demi Schuurs | 2–6, 2–6 |